# Iwan Teodorowicz

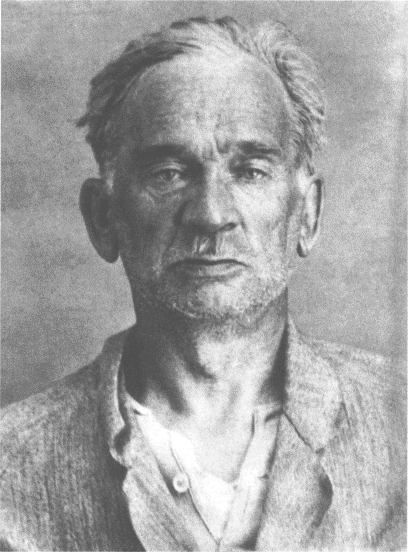
Iwan Teodorowicz po aresztowaniu przez NKWD 1937

Iwan Adolfowicz Teodorowicz (ros. Иван Адольфович Теодорович, ur. 29 sierpnia?/10 września 1875 w Smoleńsku, zm. 20 września 1937 w Moskwie) – socjaldemokrata polskiego pochodzenia, bolszewik, członek Komitetu Centralnego Socjaldemokratycznej Partii Robotniczej Rosji (1907–1912), zastępca członka KC SDPRR(b) (1917–1918), komisarz ludowy ds. aprowizacji w pierwszej Radzie Komisarzy Ludowych po rewolucji październikowej (1917). Ofiara wielkiej czystki.

## Życiorys
Urodzony w polskiej rodzinie szlacheckiej, o tradycjach powstańczych. Ojciec, Adolf Teodorowicz był geodetą-mierniczym, uczestnikiem powstania styczniowego. Współzałożyciel Związku Walki o Wyzwolenie Klasy Robotniczej (1895). Od 1898 członek SDPRR. W 1900 ukończył studia na Uniwersytecie Moskiewskim, został zawodowym rewolucjonistą. Od początków 1902 członek Komitetu Moskiewskiego SDPRR. Kilkakrotnie aresztowany, w 1903 zesłany do obwodu jakuckiego, w 1905 zbiegł zagranicę. W Szwajcarii poznał Lenina, był sekretarzem redakcji pisma „Proletariusz” (ros. Пролетарий).  W czasie rewolucji 1905 roku, po manifeście październikowym i amnestii wrócił do Rosji, był członkiem Komitetu Petersburskiego SDPRR. Od 1907 członek Komitetu Centralnego SDPRR (frakcja bolszewików). W maju 1909 aresztowany, skazany na pięć lat katorgi.
Po rewolucji lutowej i obaleniu caratu uwolniony w wyniku amnestii, wrócił do Piotrogrodu. 12 maja 1917 i 16 sierpnia 1917 wybierany zastępcą członka KC SDPRR(b) (do 6 marca 1918). W sierpniu 1917 był asystentem przewodniczącego Dumy Miejskiej Piotrogrodu.
Po zbrojnym przejęciu władzy przez bolszewików od 9 listopada do 2 grudnia 1917 członek pierwszej Rady Komisarzy Ludowych – komisarz ludowy ds. aprowizacji. Zwolennik rządu koalicyjnego wszystkich rosyjskich partii socjalistycznych (bolszewików, mienszewików i eserowców), wobec oporu Lenina wobec tej koncepcji podał się 2 grudnia 1917 do dymisji ze składu Rady Komisarzy Ludowych (wraz z Aleksiejem Rykowem, Wiktorem Noginem i Władimirem Milutinem).
W początkach 1918 wyjechał na Syberię. W latach 1919–1920 był w czerwonych oddziałach partyzanckich na Syberii. W latach 1920–1928 członek Kolegium Ludowego Komisariatu Rolnictwa RFSRR. Od maja 1922 do 1928 zastępca ludowego komisarza rolnictwa RFSRR, w latach 1926–1930 dyrektor Międzynarodowego Instytutu Agrarnego, od marca 1928 do 1930 sekretarz generalny Międzynarodówki Chłopskiej (Krestinternu), w latach 1929–1935 redaktor Wydawnictwa Stowarzyszenia Byłych Katorżników Politycznych i Zesłańców, 1929–1935 redaktor pisma „Katorga i ssyłka”. Pismo zamknięto po likwidacji zarządzeniem KC WKP(b)  Stowarzyszenia Byłych Katorżników Politycznych i Zesłańców 25 czerwca 1935 za działalność frakcyjną.
W okresie wielkiej czystki 11 czerwca 1937 aresztowany przez NKWD. 20 września 1937 skazany na śmierć przez Kolegium Wojskowe Sądu Najwyższego ZSRR pod zarzutem przynależności do antysowieckiej organizacji terrorystycznej, rozstrzelany tego samego dnia. Ciało skremowano w krematorium na Cmentarzu Dońskim, prochy pochowano anonimowo.
11 kwietnia 1956 pośmiertnie zrehabilitowany.
Jego żoną była Głafira Okułowa-Teodorowicz, również rewolucjonistka i działaczka partyjna.